# Josef Stein
Josef Stein (* 2. Februar 1876 in Wien; † 16. Juni 1937 in Prag) war ein österreichischstämmiger Theaterschauspieler und -regisseur, Filmregisseur und -produzent in Deutschland, ein Filmpionier der ersten Stunde.

## Leben und Wirken
Der in Prossnitz in der k.k.-Provinz Mähren aufgewachsene Stein sammelte als Jugendlicher erste Theatererfahrungen als Mitglied einer vierköpfigen Schauspieltruppe, mit der er in Böhmen gastierte. 1889 kam er im Rahmen dieser Tournee auch ans Hamburger Carl-Schultze-Theater.
Bereits 1896 stieß Stein über den Freund und späteren Regiekollegen Gustav Schönwald zum Film und kümmerte sich anfänglich um den Filmvertrieb. In dieser Funktion wurde er mit der Distribution der ersten Filme der Brüder Lumière in Deutschland betraut. Vorübergehend kehrte Stein anschließend zum Theater zurück und wurde 1907 Inspizient und Bühneninspektor am Neuen Theater in Berlin. Am 22. Juli 1911 brach er zu einer Reise nach New York auf, um in selbiger Position am dortigen Deutschen Theater, auch als Irving Place Theatre bekannt, zu wirken. Gastspiele führten ihn bis nach Kuba (Havanna) und Mexiko. Wieder in Europa, wirkte Josef Stein an Bühnen in Köln, Düsseldorf, Aachen und Magdeburg. Noch vor dem Ersten Weltkrieg ging er nach Sankt Petersburg an die Opéra Comique. Dort wie auch in Moskau führte er Gastspielregie. 
Bei Kriegsausbruch 1914 fand sich Stein wieder in Deutschland ein. Dort war er, zusammen mit Robert Reinert, 1916 in unbekannter Funktion an der Herstellung des erfolgreichen, sechsteiligen Homunculus-Sensationsfilms Otto Ripperts mit Olaf Fönss beteiligt. In den letzten beiden Kriegsjahren 1917/18 wurde Stein von der Produktionsfirma Deutsche Bioscop GmbH als Regisseur fest angestellt. In den Folgejahren bis 1925 konzentrierte sich Josef Stein auf die Filmregie bei einer beträchtlichen Anzahl an filmhistorisch wenig bedeutsamen Unterhaltungsstreifen, darunter auch die ersten Karl-May-Verfilmungen Auf den Trümmern des Paradieses und Die Todeskarawane. In der Umbruchszeit 1918/19 inszenierte Stein auch ungarische Filme. 1921/22 zeichnete er außerdem für die meisten Filme der Nobody-Reihe verantwortlich, darunter Nobody macht alles, Der Herr der Unterwelt, Lucifer und Die Dame in Grau. Im August 1922 gründete er mit Richard Keßler die Bohème-Film GmbH. 1925 beendete Stein seine kaum Höhepunkte aufweisende Regiekarriere.
Ab Februar 1924 leitete er als Nachfolger von Peter Heuser die Westfalia-Film AG gemeinsam mit Fritz Pamme. Danach trat er nur noch als Produzent bzw. Produktionsleiter für die unterschiedlichsten Firmen in Erscheinung. 1933 floh der Jude Stein vor den Nationalsozialisten aus Berlin in die Tschechoslowakei. Dort setzte er seine Produzententätigkeit bei der AB-Film Prag fort und stellte unter anderem auch die letzten beiden Filme des gleichfalls 1933 aus Berlin geflohenen Schauspielers Ferdinand Hart her. Beachtung fand vor allem 1936 seine von Julien Duvivier hergestellte Neuverfilmung des alten Golem-Stoffes. Stein blieb bis unmittelbar vor seinem Tode als Produzent aktiv; sein letztes größeres Interview gab er anlässlich seines 60. Geburtstages der deutschsprachigen Exil-Zeitung Pariser Tageblatt.

## Filmografie
als Regisseur:
- 1917: Die Memoiren der Tragödin Thamar
- 1917: Der Knute entflohen
- 1917: Die Geächteten
- 1917: Erloschene Augen. Tragödie eines blinden Kindes
- 1917: Rächende Liebe
- 1917: Das Spitzentuch der Fürstin Wolkowska
- 1918: Wenn die Sonne sinkt
- 1918: Kassenrevision
- 1918: Das Licht des Lebens
- 1918: Das große Opfer
- 1918: Irrwege der Liebe
- 1918: Der Weg der Erlösung
- 1918: A gög
- 1918: A csitri
- 1919: Úri banditák
- 1919: A Csöppség
- 1920: Hoheit auf der Walze
- 1920: Der Prinz von Montecuculi
- 1920: Alte Briefe
- 1920: Auf den Trümmern des Paradieses
- 1920: Die Todeskarawane
- 1921: Nobody (25 Episoden)
- 1922: Der Herr der Unterwelt
- 1922: Luzifer
- 1922: Die Dame in Grau
- 1922: Gaukler der Straße
- 1923: Lachendes Weinen
- 1923/25: Der Schrecken der Westküste (Regie mit Carl-Heinz Boese)
- 1924: Die lockende Gefahr
- 1925: Am besten gefällt mir die Lore
- 1925: Die Kleine aus Amerika

als Produzent oder Produktionsleiter:
- 1922: Gaukler der Straße
- 1923: Lachendes Weinen
- 1925: Am besten gefällt mir die Lore
- 1925: Die Kleine aus Amerika
- 1927: Primanerliebe
- 1927: Das Erwachen des Weibes
- 1928: Polnische Wirtschaft
- 1928: Serenissimus und die letzte Jungfrau
- 1928: Spelunke
- 1929: Was kostet Liebe?
- 1929: Möblierte Zimmer
- 1929: Zwischen vierzehn und siebzehn
- 1929: Stud. chem. Helene Willfüer
- 1930: Ein Mädel von der Reeperbahn
- 1930: Der Fall des Generalstabs-Oberst Redl
- 1931: Der Tanzhusar
- 1931: Er und sein Diener
- 1931: Ein Auto und kein Geld
- 1933: Der Doppelbräutigam
- 1934: Za ranních cervánku
- 1935: Barbora rádí
- 1936: Le golem
- 1936: Jizdni hlidka
- 1937: Advokátka Vera
- 1937: Devce za výkladem